# 广州市第七中学
广州市第七中学，是位于中国广东省广州市直屬于越秀區教育局的一间多校區公立全日制完全中学，东山校址前身為创立於1888年的培道中學（Pooi To School）（女子學校），1953年4月被政府接管改名第三十中學，而1958年同被接管的培正中學（1953年改名第七中學）遷入培道，而造成原兩校合併（第三十中學名稱後消失）。而當局直接在1985年將原培正校址的僑光中學「復名」，而正式導致與廣州市第七中學的分離。广州市第七中学现为广东省一级学校、广州市首批示范高中、广东省国家级示范性普通高中和广东省普通高中教学水平优秀学校。校園建築群於2021年4月被訂為第九批廣州市文物保護單位之一
。
2021年，由原越秀外国语学校北校区改造而来的第七中学桂花校区启用。

## 历史

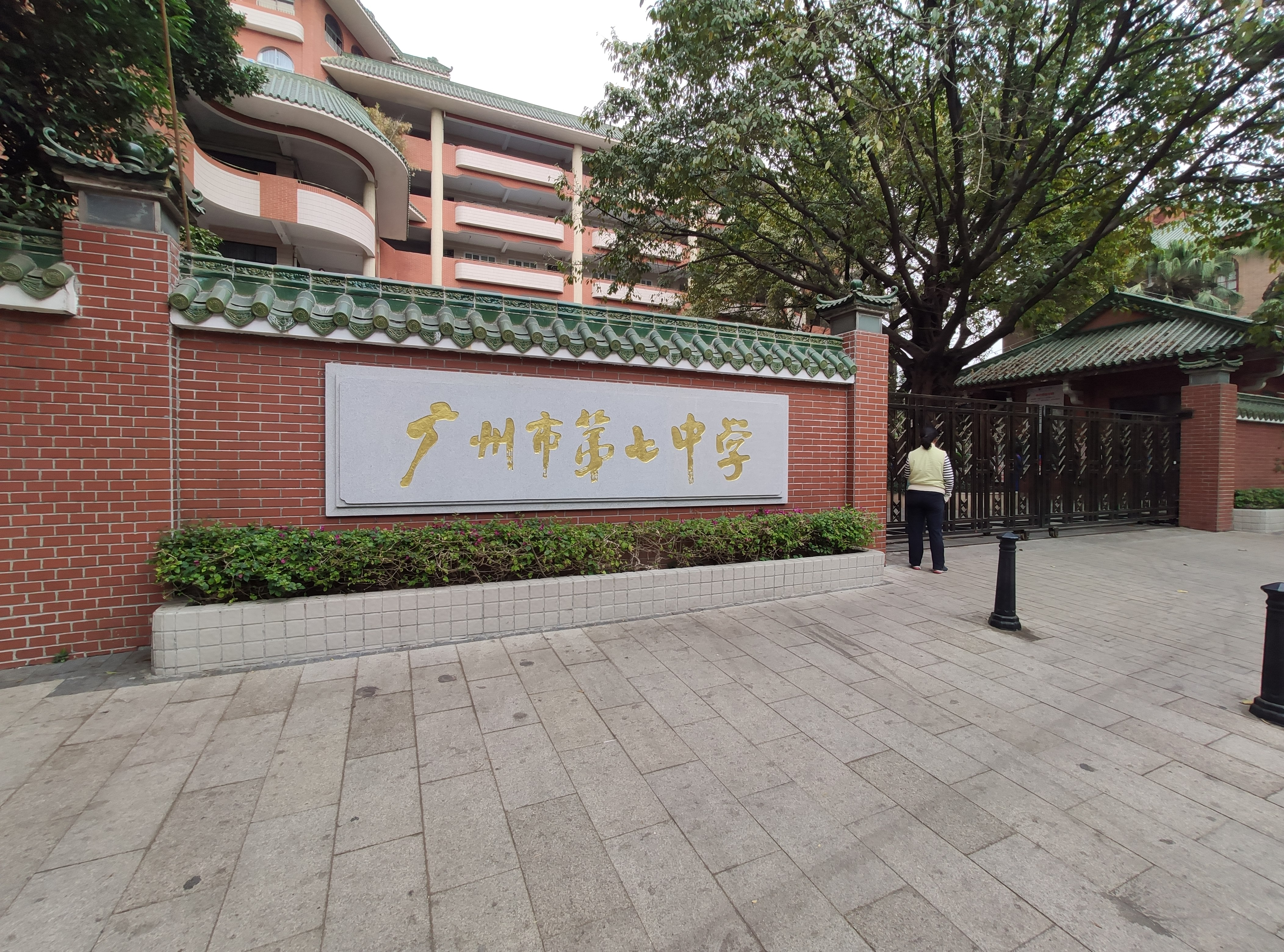
高中部校門

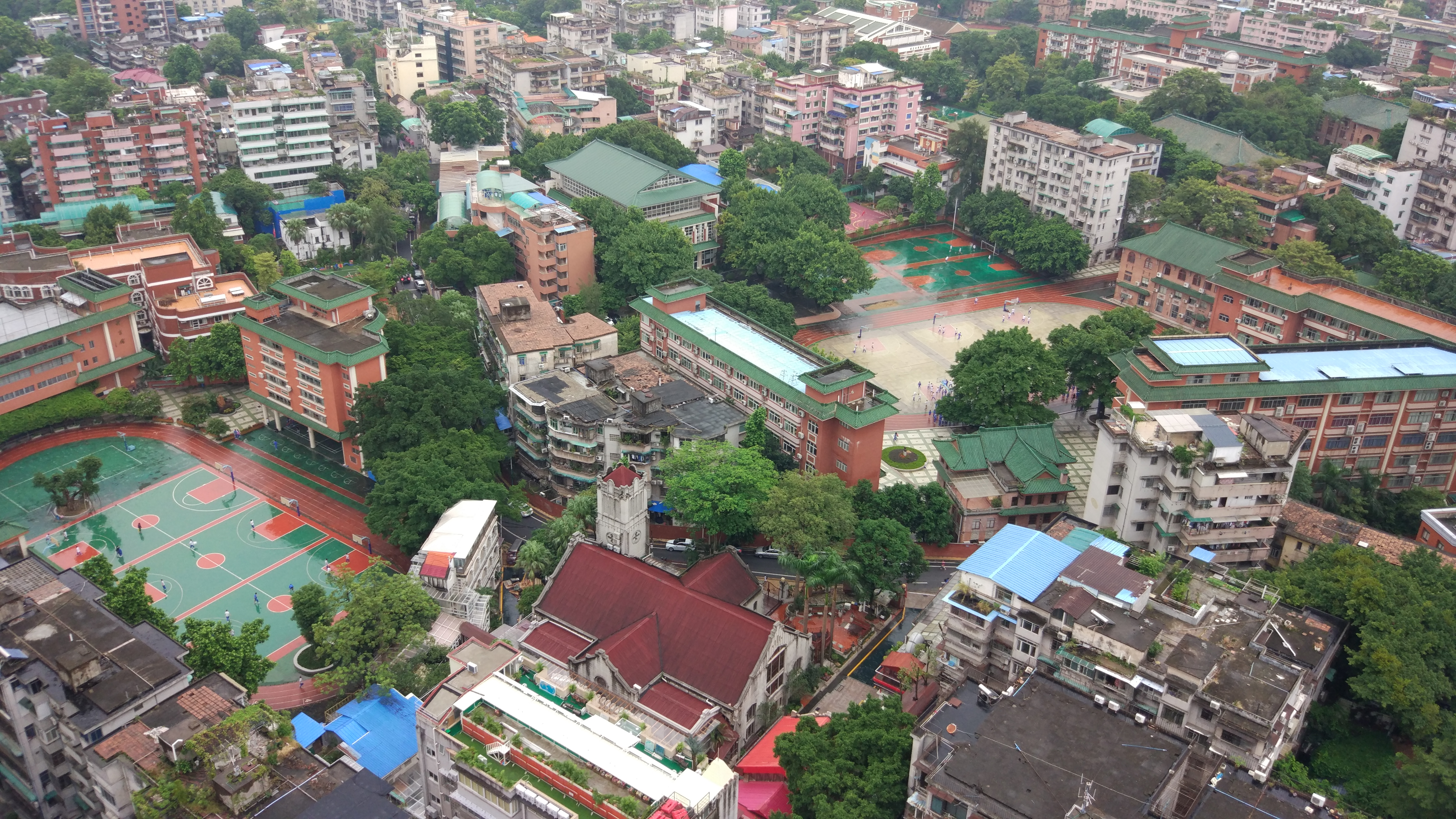
靠左边的操场为广州七中初中部，右边的为高中部，中间的钟楼为基督东山堂

### 培道
- 1888年，美國南方浸信會女傳道會傳教士容懿美女士（Miss Emma Young）被獲派來華開辦女子教育，因當時的女性大多未有機會進學堂讀書，而且未接觸過基督教。當時容女士隻身只帶著很少的金錢來華，沒有物資建校，亦沒有可依靠的人，她在廣州五仙門開辦了培道女子中學。在當時，勸喻女性上學並不容易，因為她們自古被認為無需讀書。同年3月3日，學校正式開課，當時稱為婦孺班，開學時僅有6名學生，但她仍全心教授她們。她讓婦女帶著孩子上學。亦讓有缺陷的人學習刺繡，使他們能有一技之長。在其努力下，學生人數漸漸增加。
- 1907年，遷入煙墩路28號。
- 1919年，正式命名为廣州培道女子中學，開設培道夜校。
- 1930年，奉准立案，此後純由華人管理。
- 1937年發生中日戰爭，廣州遭遇空襲，使學校不能繼續運作，被迫要離開五仙門，老師們帶著願意跟隨學校走的學生離開，遷往肇慶暫避戰火。
- 1938年再由肇慶遷往香港旺角廣華街，而小學部在1940年遷入九龍城士他令道。
- 1941年，與香港培正中學在香港坪石合辦培聯中學。
- 1942年香港淪陷後，遷往澳門繼續辦學。
- 1945年戰爭結束，部分師生遷回廣州接收東山校舍復課；部分到香港設立分校，租用士他令道浸信會副堂作校舍之用；部分留居澳門，租用白馬行浸會禮拜堂空置房舍作校址，成立澳門培道中學。
- 1946年，香港分校正式命名為香港培道女子中學。
- 中华人民共和国成立後，广州培道女子中学的文化格局多经修改，由原来的女校成为男女混合制学校；校名被多次更改，至今仍未恢复；原校训“愛·誠·貞·毅”也被改成了“爱·诚·真·毅”（澳門培道已是男女混合制學校，但校訓並沒有變更）；校歌也基本被忽略不唱，香港、澳門分校則使用原版校歌的第三段作為該校校歌。
- 1953年9月，培道女中被政府改为公辦學校，原校名被改为“广州市第二女子中学”。鄰近的广州培正中学也被改为公辦學校，称“广州市第七中学”。
- 1956年7月，更名为“广州市第三十中学”。

### 與培正相關
- 1953年，中央決定在全國教育系統中開展思想改造運動。當局稱：「培正因為過去與美帝及教會關係較密切，受資產階級思想影響較重，故首先在全市中學中被定為試點及重點，中共廣州市委派出以黃崧華、朱慕湛為正副隊長的「思改工作隊」進駐學校。在思改期間，每日上午仍繼續上課，下午與晚上進行「思想改造」。首先聽取黃崧華有關思改內容、政策及方式等的啟發報告，又學習有關文件和毛主席論教育及整風、思改的專論。經過一段聽報告及閱讀文件後，進行小組討論，互相啟發，然後逐個在小組中作自我檢查。小組不能通過的，則在聯組中再作個人檢查。有的還要在大組或全校教工中作檢查、交待。由於黃崧華、朱慕湛兩人對政策掌握正確，對教師們的啟發幫助非常耐心，故培正沒有出現教師因恐懼而自殺的現象。教師們都能較深刻地檢查及批判過去所受帝國主義、資產階級和封建主義的影響，思想認識有了較大的提高。」「思想改造運動」結束後不久，作為私立學校的培正在9月被充公，校名改為「廣州市第七中學」，廖晃欣任校長，黃振鵬和梁漢生任副校長。隨後，華南師院連續數年的物理等科畢業生教學實習均在培正，並由培正教師任輔導。鄰近的廣州培道女子中學在同年也被當局改為公校，原校名被改為「廣州市第二女子中學」，而後在1956年7月，再被改名為「廣州市第三十中學」。
- 1958年8月，因市教育局需要在培正路二號（現培正中學校址）廣州市第七中學（原培正中學）開辦廣州師範學院，七中遷入三十中（現七中校址，原址為培道女中），合併後改名「廣州師範學院附屬中學」，七中的教職員均轉移至三十中，培正培道兩校從此合流。

### 兩校合併後
- 1960年8月，為試行中小學一貫制（小學五年，初中三年，高中二年），广州师范学院附属中学又合併了寺貝通津小學，改稱「廣州師範學院實驗學校」。

1962年7月，僑委在原培正校址創立僑光中學。七中遷回原址的計劃受挫。
- 1962年12月，廣州師範學院停辦，廣師實驗學校隨之改變隸屬關係，原三十中（含原培正及培道的教職員）與寺貝通津小學拆分，中学部分復名為廣州第七中學並沿用至今，即原培正的教職員一直留在現在的七中。市教育局後通知七中可回遷培正原址[可疑][來源可靠？]，但當時是接近期終複習及考試階段，校長鄧培申擔心遷校會影響學生複習，故決定大考過後利用暑假時間進行。

- 1980年，市区中学由区属改为市属，七中被确定为广州市首批重点建设的完全中学。8月，举行建校92周年庆祝大会，为1949年以来首次。同月23日，广州培道中学校友会正式成立并挂牌，名誉会长为李瑞仪（澳门培道中学校长），邝少莲（香港培道女中校长），会长为唐荃。另廖奉灵等八人为顾问。该会筹建过程中，培道老校长陈慕洁多次关心，在其弥留之际仍念念不忘。

### 「分離」後
- 1984年12月市教育局批准由五十七中（僑光）接辦原培正校址並「復名」，而原培正併入後的七中曾建議兩校合併為培正，但未獲教育局同意。廣州培正的名稱自此由七中剝離。

- 1994年，被评为“广东省一级学校”。

- 1999年9月，七中归属东山区教育局管理。
- 2005年5月，经中华人民共和国国务院批准，东山区被撤销并入越秀区，七中归属越秀区教育局管理。
- 2007年11月，七中接受广东省普通高中教学水平评估暨广东省国家级示范性普通高级中学的确认。[3]
- 2019年8月，广东实验中学越秀学校桂花校區2017級併入其天勝校區2017級並重新混合編班，原越秀外国语学校北校区移交至七中改建为高三封闭备考基地。[4]
- 2020年，高中部新建综合楼落成，于2021年9月开始使用。综合楼含：两层地下饭堂、教室饭堂、音乐室、美术室、录播室等。
- 2021年4月，根据广州市越秀区区属中小学布局调整，广州市第七中学托管广州市五羊中学，五羊中学更名为“广州市第七中学东山学校”。
- 2022年8月28日，2020级（高三）正式进驻桂花岗校区，实施封闭化管理。

## 学校标志

广州市第七中学校徽

### 校徽
上方是中英文校名：广州市第七中学；
下方是校训：爱诚真毅，1888是建校年份；
中间的图案：四叶酢浆草。酢浆草是南方田间常见的蔓生小草，普通而美丽。酢浆草通常只有三叶，四叶酢浆草很少见，民间俗称幸运草。以四叶酢浆草做校徽图案，象四颗心连在一起，既代表爱、诚、真、毅四字校训，也象征本校学生的友爱团结，还寓意本校学生是时代的幸运儿。同时寓意本校学生坚韧而团结，美丽而随和，遍布祖国四面八方，被大地所哺育，在阳光下蓬勃生长。

### 校训
爱、诚、真、毅
爱以存善；诚以立身；真以求知；毅以遂志。

### 校歌

#### 培道中学
学校在培道中学时期使用的校歌为《爱诚贞毅》，该校歌部分被香港培道中学及澳门培道中学沿用至今。

#### 广州七中
学校在第七中学时期，自2013年，即建校125周年起启用 《七中艳》作为校歌。
|  | 岭南红棉七中艳，百度春秋培道缘； 薪火相传声名远，春风化雨桃李妍； 爱诚真毅德立身，莫等闲，强国在少年； 学贯中西能为本，争朝夕，敢为天下先。 朱墙碧瓦汇俊彦，四叶青草紧相连； 修学储能融百家，经世致用开新元； 爱诚真毅德立身，莫等闲，强国在少年； 学贯中西能为本，争朝夕，敢为天下先； |

### 校章
广州七中校章以「红、黄、蓝」三种颜色作为标志，呈倒三角状，上有四叶草校徽及校名。

### 校服
夏季运动服为白色短袖POLO衫和蓝色运动短裤，冬季为蓝色外套和蓝色长裤，另有蓝色棉衣和秋装白色长袖衫。
学校礼仪服方面，男生夏季着衬衫西裤，冬季上装则换为西服。2018年，在即将迎来培道·七中130周年校庆之际，七中发布了新款礼仪服，整体风格复古，男生冬季礼仪服款式偏向中山装，女生礼仪服则从原日式高中礼服改为与香港培道一样的旗袍。

## 穗七中星
2007年10月1日，国际天文联合会宣布同意将145546号小行星命名为“穗七中星”的决定。此颗小行星是两岸合作的“鹿林巡天”项目在2006年5月25日所发现。叶泉志是该小行星的发现者之一和命名者，是他在七中读书时发现的最后一批小行星之一，他希望以此命名表达对母校的敬意。据称，叶泉志原向国际小天体命名委员会提交的命名提案是“广州七中”，但被指字符长度过长，经协商後确定“穗七中”为最终方案。 

## 歷任校長
| 任期年份  | 姓名   | 備註                           |
| --------- | ------ | ------------------------------ |
| 1888-1889 | 容懿美 | 第一任校長                     |
| 1889-1924 | 紀好弼 | 第一任校長                     |
| 1901-1910 | 泊     |                                |
| 1910-1911 | 甄愛斯 |                                |
| 1923-1926 | 唐炳榮 | 第一任唐人校長                 |
| 1924-1938 | 欧慕灵 |                                |
| 1926-1928 | 杜信明 |                                |
| 1930-1935 | 陳元素 | 由1930年後由華人管理           |
| 1935-1946 | 溫耀斌 |                                |
| 1946-1947 | 楊國荃 |                                |
| 1947-1949 | 梁奉平 |                                |
| 1949-1958 | 陳慕潔 |                                |
| 1958-1961 | 鍾素華 | 党支部书记、副校长兼管全面工作 |
| 1961-1962 | 賴奕輝 |                                |
| 1962-1964 | 鄧培申 |                                |
| 1964-1966 | 王植生 |                                |
| 1966-1969 | 蔡 瑩  |                                |
| 1978-1980 | 卜基華 |                                |
| 1980-1987 | 徐 航  |                                |
| 1987-2001 | 黃俊勇 |                                |
| 2001-2006 | 梁國就 |                                |
| 2006-2013 | 王敬民 |                                |
| 2013-2022 | 曾優鮮 |                                |
| 2022-2023 | 何军   |                                |
| 2023-     | 李洪奇 |                                |